# Trigonarthron antongilianum
Trigonarthron antongilianum là một loài bọ cánh cứng trong họ Cerambycidae.